# Andula žárlí
Andula žárlí je česká filmová komedie Otakara Štáfla z roku 1914. Filmové záběry jsou považovány za ztracené.

## Synopse
Žena nalezne v manželově kapse dopis pro jakousi Bellinu a okamžitě na ni začne žárlit. Až po mnoha zmatcích zjistí, že jejím manželem obdivovaná Bellina je pouze pes.

## Obsazení
| Andula Sedláčková        | Andula        |
| Jiří Steimar             | role neurčena |
| Zdenka Rydlová-Kvapilová | role neurčena |
| Nina Laušmanová          | role neurčena |
| Alois Sedláček           | role neurčena |